# Discestra fulgora
Discestra fulgora là một loài bướm đêm trong họ Noctuidae.